# News Corporation
Încarnarea originală a News Corporation (abreviată News Corp. și cunoscută de asemenea divers ca News Corporation Limited) a fost o corporație americană multinațională de mass media controlată de mogulul Rupert Murdoch și cu sediul la 1211 Avenue of the Americas în New York City. Înainte de divizarea sa în 2013, a fost cea mai mare companie media din lume după active totale și al patrulea cel mai mare grup media din lume după venit, iar News Corporation a devenit o putere media de la începuturile sale, dominând industriile de știri, televiziune, film, și presă.
News Corporation a fost o companie cotată la bursă listată în Nasdaq. Anterior încorporată în Adelaide, South Australia, compania a fost reîncorporată sub Delaware General Corporation Law după ce majoritatea acționarilor au aprobat mutarea pe 12 noiembrie 2004. News Corporation a avut sediul la 1211 Avenue of the Americas, New York, în noul coridor al anilor 1960–1970 din complexul Rockefeller Center.
Pe 28 iunie 2012, după preocupări de la acționari în răspuns la scandalurile sale recente și ca să "deblocheze o valoare și mai mare pentru acționari pe termen lung", fondatorul Rupert Murdoch a anunțat că activele lui News Corporation o să fie divizate în două companii cotate la bursă: una orientată spre media, iar cealaltă spre publicare. Divizarea formală a fost completată pe 28 iunie 2013; în care originalul News Corp. a fost redenumit în 21st Century Fox și a fost alcătuit în principal din puncte de vânzare media, în timp ce un nou News Corporation a fost format ca să preia publicarea și activele de difuzare australiene.
Principalele sale participații la momentul divizării erau News Limited (un grup de edituri de ziare în țara natală a lui Murdoch Australia), News International (o editură de ziare de știri în Regatul Unit, ale cărui proprietăți au inclus The Times, The Sun, și defunctul News of the World (subiectul unui scandal de piraterie telefonică care a condus la închiderea sa în iulie 2011), Dow Jones & Company (o editură americană de instituții de știri financiare, inclusiv  The Wall Street Journal), editura de cărți HarperCollins și Fox Entertainment Group (pe atunci proprietari ai studioului de film 20th Century Fox și canalului de televiziune Fox).